# Dan Gordon
Dan Gordon (ur. 5 maja 1947 w Los Angeles) – amerykański scenarzysta, producent, reżyser, dramatopisarz i żołnierz.

## Życiorys
Izraelsko-kanadyjsko-amerykański scenarzysta.
Sławę zdobył jako scenarzysta wspólnie z Michaelem Landonem serialu telewizyjnego Autostrada do nieba.
Jego najbardziej znane scenariusze do filmów to: Pasażer 57 z Wesleyem Snipesem w roli głównej, Wyatt Earp z Kevinem Costnerem. Inne to m.in. Morderstwo pierwszego stopnia z udziałem Christiana Slatera i Kevina Bacona oraz I stanie się światło z Kevinem Sorbo.
Napisał broadwayowską sztukę pt. Irena's Vow o Irenie Gut-Opdyke, polskiej pielęgniarce, która podczas II wojny światowej i Holocaustu uratowała życie dwanaściorgu Żydom.
Na podstawie swojej sztuki o Irenie Gut-Opdyke napisał scenariusz do filmu w reżyserii Louise Archambault pt. Przysięga Ireny, z Sophie Nélisse w roli tytułowej.

## Scenariusze (wybrane)
- 2023: Przysięga Ireny (Irena's Vow)
- 2023: Warrior Strong
- 2017: I stanie się światło (Let There Be Light)
- 2010: Brzuszek Mary (Expecting Mary)
- 2006: Niebiańska przepowiednia (The Celestine Prophecy)
- 1999: Huragan (The Hurricane)
- 1997: Misja specjalna (The Assignment)
- 1995: Morderstwo pierwszego stopnia (Murder in the First)
- 1994: Wyatt Earp
- 1992: Pasażer 57 (Passenger 57)
- 1984: Czołg (Tank)[24][25].